# La Dame aux camélias (film, 1909)
 (juillet 2025).
Pour les articles homonymes, voir La Dame aux camélias (homonymie).
Pour plus de détails, voir Fiche technique et Distribution.
La Dame aux camélias est un film italien dirigé par Ugo Falena, adapté du roman d’Alexandre Dumas fils, et sorti en 1909.

## Fiche technique
- Titre original : Camille
- Titre en français : La Dame aux camélias
- Réalisation : Ugo Falena
- Scénariste : Ugo Falena d'après le roman d'Alexandre Dumas fils
- Directeur de la photographie : Raoul Aubourdier
- Société de production : Film d'Arte Italiana
- Pays d'origine : Royaume d'Italie
- Format : Noir et Blanc - film muet
- Date de sortie : 1909
- Genre : drame

## Distribution
- Vittoria Lepanto
- Alberto Nepoti
- Dante Cappelli
- Ugo Falena
- Alfredo Campioni